# Oto Kronrád
Oto Kronrád (* 28. listopadu 1966 Praha + 19. května 2016 Praha) v roce 1993 založil seznamovací agenturu GRAND, svého času používající unikátní metody spojení výběru protějšků s výpočetní technikou, organizoval seznamovací výlety a akce typu speed dating.[zdroj⁠?!] Za jeho života prošly jeho seznamkou statisíce klientů.[zdroj⁠?!] Vystudoval Matematicko-fyzikální fakultu Univerzity Karlovy, poté absolvoval doktorandské studium na univerzitách v Erlangenu a Wurzburgu.
Při své práci seznamovacího poradce dlouhá léta spolupracoval s MUDr. Miroslavem Plzákem, CSc. S ním napsal knihu S kým dál… zaměřenou na seznamování a mezilidské vztahy. Byl autorem mnoha článků a poraden v časopisech a denících. Jeho cílem a snem bylo, aby se zprostředkované seznámení (prostřednictvím výpočetní techniky a seznamek) stálo běžnou záležitostí.[zdroj⁠?!] „Zprostředkované seznámení má plno výhod před tím náhodným a časem ho zcela nahradí. Seznamování chápu jako své poslání. Je mým povoláním i koníčkem…“[zdroj⁠?!]

## Publikace
- 2000 S kým dál…?